# Nanacaris nana
Nanacaris nana is een eenoogkreeftjessoort uit de familie van de Parastenocarididae. De wetenschappelijke naam van de soort is voor het eerst geldig gepubliceerd in 1925 door Chappuis.